# John Cornelius Booth
John Cornelius Booth (* 2. November 1836 in Nienstedten/Elbe; † 5. Februar 1908 in Groß-Lichterfelde) war ein deutscher Dendrologe, Baumschulenbesitzer, Unternehmer und Stadtentwickler.

## Leben

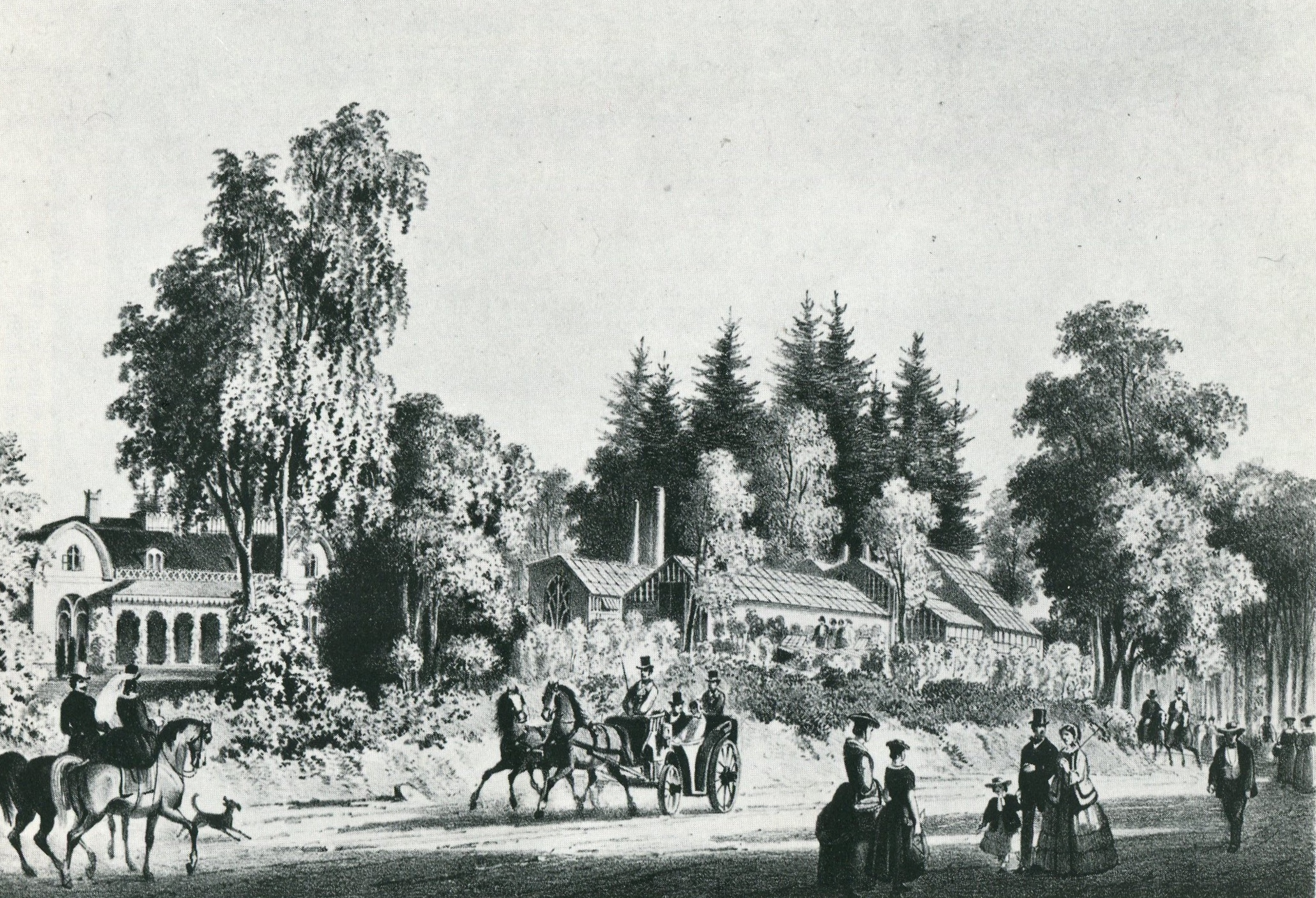
Boothsche Baumschule in Hamburg-Flottbek

John Cornelius Booth wurde am 2. November 1836 in Nienstedten/Elbe, heute Hamburg-Nienstedten, geboren. Sein Vater war der Baumzüchter John Richmond Booth (1799–1847), seine Mutter Maria Elizabeth de la Camp (1805–1868).
John Cornelius Booth verbrachte seine Lehrzeit im Elsass und bei der Gärtnerei und Baumschule Veitch & Sons in London. 1859 trat er in die Baumschule „James Booth & Söhne“ ein, die von seinem Großvater James Booth (1772–1814) in Flottbek gegründet worden war. 1863 übernahm er mit seinem Bruder Joachim Lorenz de la Camp Booth (1832–1887) deren Leitung von seiner Mutter Maria Elisabeth und deren Vater Joachim Lorentz de la Camp (1781–1864). Beide hatten nach dem frühen Tod seines Vaters John Richmond Booth 1847 die Handelsgärtnerei und Baumschule fortgeführt. Per 5. Mai 1868 waren Lorenz und John Cornelius Gesellschafter. Im Januar 1869 löste John Cornelius die Partnerschaft mit seinem Bruder Joachim und wurde alleiniger Eigentümer.
Er vergrößerte die Baumschule, züchtete Waldbäume für den Großanbau und entwickelte die durch seinen Vater eingeführte Douglasie zum wichtigsten Baum der Waldaufforstung. 1877 veröffentlichte Booth seine Erkenntnisse über die Die Douglas-Fichte und einige andere Nadelhölzer. In Friedrichsruh im Sachsenwald legte er Pflanzungen für den Fürsten Bismarck an, der ihn nicht nur beruflich, sondern auch persönlich schätzte und sich ihm gegenüber zwangloser gab als vielen anderen Besuchern, so dass Booths Aufzeichnungen über seine Gespräche mit Bismarck besonders aufschlussreich sind. Seiner Verbindung zu Bismarck ist es zu danken, dass im August 1880 von dem Direktor Königl. Forstakademie Eberswalde Bernhard Danckelmann das Thema „Anbauversuche fremdländischer Baumarten“, um die Anbauwürdigkeit ihres waldbaulichen Verhaltens und ihrer Erträge festzustellen, auf die Tagesordnung des Vereins deutscher forstlicher Versuchsanstalten gesetzt wurde. Booth referierte dazu vor der Versammlung des Vereins im September 1880 in Baden-Baden. 1881 wurde mit den Versuchen begonnen. 1907 wurde per Ministererlaß die Douglasie zum Anbau in den Staatsforsten empfohlen.
Booth war ab 1869 auch gärtnerischer Berater von Johann Anton Wilhelm von Carstenn, dem Gründer der Villenkolonie Lichterfelde-West und einer der Initiatoren zur Gründung der Villenkolonie Grunewald. Vermutlich kannten sie sich bereits aus Hamburg, wo Carstenn ab 1857 die Villenkolonie Hamburg-Marienthal errichtet hatte. Booth kaufte 1864 in Berlin-Charlottenburg im Gebiet zwischen der heutigen Fasanen-, Lietzenburger, Ranke- und Hardenbergstraße 26 Hektar Land, um darauf eine Baumschule zu betreiben. Carstenn kaufte von ihm Eichen, Linden und Kastanien, mit denen er die Straßen von Lichterfelde bepflanzen ließ.
Eine wichtige Rolle spielte er bei der Gründung der Kurfürstendamm-Gesellschaft. 1882 gelang es ihm, ein Konsortium unter Führung der Deutschen Bank für die Finanzierung des Kurfürstendamm-Ausbaus zusammenzustellen. Er schloss mit der Königlichen Regierung in Potsdam einen Vertrag, mit dem er sich zum Ausbau des Kurfürstendamms verpflichtete. Im Gegenzug erhielt er ein Vorkaufsrecht über 234 Hektar Baugelände im Grunewald zur Errichtung einer Villenkolonie. Kurz nach Vertragsabschluss trat Booth seine Rechte an die Deutsche Bank gegen eine Entschädigung ab.
1884 verkaufte Booth seinen Besitz in Flottbek und kam 1885 endgültig nach Berlin. Er beteiligte sich an der Erschließung der Villenkolonien in Lichterfelde und Grunewald und engagierte sich bei der Bepflanzung des Grunewalds. Booth wohnte um 1890 am Kurfürstendamm 114, wo sich laut Adressbuch auch seine Baumschule befand. Um 1900 wohnte er als Privatier in Lankwitz, Mozartstraße 37–39. In Berlin-Lichterfelde ist seit ca. 1879 die Boothstraße nach ihm benannt.
Booth war 1903 Mitglied der Deutsche Dendrologische Gesellschaft geworden.

### Familie
John Booth war verheiratet mit Anna Friederike von Bergen (1837–1912), mit der er zwei Töchter und den Sohn John Booth (1863–1924), der später Reichskommissar für den deutschen Baumwollanbau in den ostafrikanischen Kolonien Deutschlands wurde, hatte.

### Ehrungen
- 2. Juli 1871 Roter Adlerorden, IV. Klasse (9112).[14]
- 1891 wurde Booth das Ritterkreuz des belgischen Leopoldsorden verliehen.[15]

### Mitarbeiter
Die Glanzzeit des Handelsgärtnerei und Baumschule „James Booth & Söhne“ in Flottbek lag in die fünfziger und sechziger Jahre des neunzehnten Jahrhunderts. Es waren ungefähr 100 Angestellte beschäftigt. Einige machten sich selbständig, weshalb James Booth & Söhne als die Keimzelle des heutigen Schleswig-Holsteiner Baumschulgebietes angesehen werden kann.
- Johannes von Ehren (1832–1906) hatte 1849 eine Gärtnerlehre begonnen und war 1855 ausgeschieden. 1859 kehrte er noch einmal zurück, schied 1864 aus und machte sich 1865 selbständig.
- Obergärtner waren Herr Maas für Topf- und Gewächshauspflanzen, Herr Schmidt für die Baumschulen und Herr Rauch für die Stauden. Die Pflege und Zucht der Kultur der Orchideen lag in den Händen des Engländers Goode.[3]
- Christian Nicolaus Heinrich Petersen (1835–?) war ab 1855 für 1 ½ Jahre bei Booth beschäftigt gewesen. Um 1859 machte er sich in Altona selbständig, 1889 verkaufte er das Gelände an die Stadt Altona.[3]
- Emil Clausen (?–1891) war 1855 als Gärtnerlehrling zu Booth gekommen, später Obergärtner und Lehrer am Botanischen Garten Nikita.[17]
- Metaphius Theodor August Langenbuch (1842–1907) war um 1863 Gehilfe.[18] Er wurde Stadtgärtner der Freien und Hansestadt Lübeck.
- 1868 trat Carl Ansorge (1849–1915) im Alter von 19 Jahren als Gehilfe in die Gärtnerei ein. 1870 ging er für kurze Zeit nach Kristiania (heute: Oslo).[19] 1880 schied er als Obergärtner aus, um sich mit einer eigenen Gärtnerei selbständig zu machen.[20]

## Werke
- Die Douglas-Fichte und einige andere Nadelhölzer; namentlich aus dem nordwestlichen Amerika in Bezug auf ihren forstlichen Anbau in Deutschland. Julius Springer, Berlin 1877 (Digitalisat).[21]
- Feststellung der Anbauwürdigkeit ausländischer Waldbäume. Referat auf Veranlassung der Königlich Preussischen Hauptstation für forstliches Versuchswesen, bearbeitet für die Versammlung des Vereins deutscher forstlicher Versuchsanstalten zu Baden-Baden, 6.–12. Sept. 1880. Julius Springer, Berlin 1880.
- Die Naturalisation ausländischer Waldbäume in Deutschland. Julius Springer, Berlin 1882 (Digitalisat).[22]
- Die nordamerikanischen Holzarten und ihre Gegner. Julius Springer, Berlin 1896 (Digitalisat).
- Heinrich von Poschinger (Hrsg.): Persönliche Erinnerungen an den Fürsten Bismarck. Verlagsanstalt und Druckerei Actien-Gesellschaft, Hamburg 1899.
- Die Einführung ausländischer Holzarten. In die preussischen Staatsforsten unter Bismarck und Anderes. Springer, Berlin 1903 (Digitalisat).

Veröffentlichungen in Zeitschriften
- Abies oder Picea? In: Möller's Deutsche Gärtner–Zeitung. Nr. 2. Ludwig Möller, Erfurt 1887, S. 38–39 (tu-berlin.de).
- Hochschule und praktische Gärtnerei. In: Gartenflora. Nr. 38. Paul Parey, 1889, S. 42 ff. (Digitalisat).
- Die «nadellosen» Douglas-Fichten des Herrn Köhler. In: Gartenflora. Nr. 40. Paul Parey, 1891, S. 595 ff. (Digitalisat).
  - Hugo Köhler: Erwiderung auf den Artikel des Herrn Booth „Die nadellosen Douglasfichten des Herrn Köhler“. In: Gartenflora, Jg. 41., Paul Parey, Berlin 1892, S. 114 ff. Digitalisat
- Ausländische Holzarten in der deutschen forstlichen Literatur. In: Zeitschrift für Forst- und Jagdwesen. Nr. 26, 1894, S. 20 ff. (Digitalisat).
- «Grüne» oder «blaue» Douglasfichte. In: Mitteilungen der Deutschen Dendrologischen Gesellschaft. Nr. 13, 1904, S. 41–42 (Digitalisat).
- Die Nordamerikanischen Holzarten in Europa. In: Mitteilungen der Deutschen dendrologischen Gesellschaft. Nr. 13, 1904, S. 42–46 (Digitalisat).
- Wichard Garf von Wilamowitz-Moellendorff Nekrolog. In: Mitteilungen der Deutschen dendrologischen Gesellschaft. Nr. 14, 1905, S. 5 (Digitalisat).
- Bericht über die beantworteten Fragebogen auf den 1905 erlassenen ›Aufruf‹ des Präsidenten der DDG. In: Mitteilungen der Deutschen dendrologischen Gesellschaft. Nr. 15, 1906, S. 43–46.
- Die Aufzeichnungen des Reichsfreiherrn zu Inn- und Knyphausen (1807) und die für dieses Jahrhundert vorhergesagte Holznot. In: Mitteilungen der Deutschen dendrologischen Gesellschaft. Nr. 16, 1907, S. 167–183.
- Das Verhalten der Douglasfichte gegen Wurzelfäule. In: Mitteilungen der Deutschen dendrologischen Gesellschaft. Nr. 16, 1907, S. 183–186.
- Die Douglasfichte seit ihrer Einführung in Europa (1828–1906). In: Allgemeine Forst- und Jagdzeitung. Nr. 83, 1907.